# Joe D’Amato
Joe D’Amato, właśc. Aristide Massaccesi (ur. 15 grudnia 1936 w Rzymie, zm. 23 stycznia 1999 tamże) – włoski reżyser, producent, operator i scenarzysta. Był realizatorem filmowym wielu gatunkach takich jak spaghetti western, peplum, film wojenny, komedia, fantasy, film postapokaliptyczny, film płaszcza i szpady i dreszczowiec erotyczny. Stał się rozpoznawalny z filmów  eksploatacji, erotycznych, horrorów i pornograficznych. Kilka z nich stało się kultowymi. Współpracował z Karin Schubert i Markiem Shannonem.

## Filmografia
- 1961: Ercole al centro della terra – asystent operatora
- 1963: Pogarda – asystent operatora
- 1967: Poskromienie złośnicy – asystent operatora
- 1978: Follie di notte – reżyseria, scenariusz, operator filmowy
- 1987: Deliria – produkcja
- 1988: Dziewczynka z pajacem – produkcja
- 1990: Troll 2 – produkcja